# Seven de Londres 2018
El Seven de Londres 2018 fue la decimoctava edición del Seven de Londres y novena etapa de la Serie Mundial de Rugby 7 2017-18. Se realizó durante los días 2 y 3 de junio de 2018 en el Estadio de Twickenham.

## Formato
Se dividen en cuatro grupos de cuatro equipos, cada grupo se resuelve con el sistema de todos contra todos a una sola ronda; la victoria otorga 3 puntos, el empate 2 y la derrota 1 punto.
Los dos equipos con más puntos en cada grupo avanzan a cuartos de final de la Copa. Los cuatro ganadores avanzan a semifinales de la Copa, y los cuatro perdedores a semifinales por el quinto puesto.
Los dos equipos con menos puntos en cada grupo avanzan a cuartos de final de la challenge trophy. Los cuatro ganadores avanzan a semifinales de la challenge trophy, y los cuatro perdedores a semifinales del decimotercer puesto.

## Equipos participantes
Como selección invitada se suma Irlanda.
| - Argentina - Australia - Canadá - Escocia | - España - Estados Unidos - Fiyi - Francia | - Gales - Inglaterra - Irlanda - Kenia | - Nueva Zelanda - Rusia - Samoa - Sudáfrica |

## Resultados

### Fase de grupos
- Todos los horarios corresponden al huso horario local: UTC+1.[2]

#### Grupo A
| Pos | Países        | Pts | Partidos | Partidos | Partidos | Partidos | Tantos | Tantos | Tantos |
| Pos | Países        | Pts | J        | G        | E        | P        | PF     | PC     | DP     |
| --- | ------------- | --- | -------- | -------- | -------- | -------- | ------ | ------ | ------ |
| 1   | Fiyi          | 9   | 3        | 3        | 0        | 0        | 94     | 38     | +56    |
| 2   | Nueva Zelanda | 7   | 3        | 2        | 0        | 1        | 67     | 44     | +23    |
| 3   | Argentina     | 5   | 3        | 1        | 0        | 2        | 46     | 83     | -37    |
| 4   | Escocia       | 3   | 3        | 0        | 0        | 3        | 43     | 85     | -42    |

|  | Avanzan a cuartos de final. |

| 2 de junio, 10:58 | Nueva Zelanda | 24 - 12 | Escocia | Estadio de Twickenham, Londres |  |

| 2 de junio, 11:20 | Fiyi | 28 - 19 | Argentina | Estadio de Twickenham, Londres |  |

| 2 de junio, 14:04 | Nueva Zelanda | 36 - 5 | Argentina | Estadio de Twickenham, Londres |  |

| 2 de junio, 14:26 | Fiyi | 39 - 12 | Escocia | Estadio de Twickenham, Londres |  |

| 2 de junio, 17:10 | Escocia | 19 - 22 | Argentina | Estadio de Twickenham, Londres |  |

| 2 de junio, 17:32 | Fiyi | 27 - 7 | Nueva Zelanda | Estadio de Twickenham, Londres |  |

#### Grupo B
| Pos | Países    | Pts | Partidos | Partidos | Partidos | Partidos | Tantos | Tantos | Tantos |
| Pos | Países    | Pts | J        | G        | E        | P        | PF     | PC     | DP     |
| --- | --------- | --- | -------- | -------- | -------- | -------- | ------ | ------ | ------ |
| 1   | Australia | 9   | 3        | 3        | 0        | 0        | 81     | 41     | +40    |
| 2   | Irlanda   | 5   | 3        | 1        | 0        | 2        | 64     | 64     | 0      |
| 3   | Gales     | 5   | 3        | 1        | 0        | 2        | 45     | 63     | -18    |
| 4   | España    | 5   | 3        | 1        | 0        | 2        | 56     | 78     | -22    |

|  | Avanzan a cuartos de final. |

| 2 de junio, 10:14 | España | 24 - 12 | Gales | Estadio de Twickenham, Londres |  |

| 2 de junio, 10:36 | Australia | 33 - 7 | Irlanda | Estadio de Twickenham, Londres |  |

| 2 de junio, 13:20 | España | 10 - 38 | Irlanda | Estadio de Twickenham, Londres |  |

| 2 de junio, 13:42 | Australia | 20 - 12 | Gales | Estadio de Twickenham, Londres |  |

| 2 de junio, 16:26 | Gales | 21 - 19 | Irlanda | Estadio de Twickenham, Londres |  |

| 2 de junio, 16:48 | Australia | 28 - 22 | España | Estadio de Twickenham, Londres |  |

#### Grupo C
| Pos | Países         | Pts | Partidos | Partidos | Partidos | Partidos | Tantos | Tantos | Tantos |
| Pos | Países         | Pts | J        | G        | E        | P        | PF     | PC     | DP     |
| --- | -------------- | --- | -------- | -------- | -------- | -------- | ------ | ------ | ------ |
| 1   | Estados Unidos | 8   | 3        | 2        | 1        | 0        | 88     | 47     | +41    |
| 2   | Inglaterra     | 7   | 3        | 2        | 0        | 1        | 86     | 43     | +43    |
| 3   | Kenia          | 6   | 3        | 1        | 1        | 1        | 55     | 78     | -23    |
| 4   | Francia        | 3   | 3        | 0        | 0        | 3        | 35     | 96     | -61    |

|  | Avanzan a cuartos de final. |

| 2 de junio, 11:42 | Kenia | 19 - 19 | Estados Unidos | Estadio de Twickenham, Londres |  |

| 2 de junio, 12:04 | Inglaterra | 34 - 0 | Francia | Estadio de Twickenham, Londres |  |

| 2 de junio, 14:48 | Kenia | 24 - 21 | Francia | Estadio de Twickenham, Londres |  |

| 2 de junio, 15:10 | Inglaterra | 14 - 31 | Estados Unidos | Estadio de Twickenham, Londres |  |

| 2 de junio, 17:54 | Estados Unidos | 38 - 14 | Francia | Estadio de Twickenham, Londres |  |

| 2 de junio, 18:16 | Inglaterra | 38 - 12 | Kenia | Estadio de Twickenham, Londres |  |

#### Grupo D
| Pos | Países    | Pts | Partidos | Partidos | Partidos | Partidos | Tantos | Tantos | Tantos |
| Pos | Países    | Pts | J        | G        | E        | P        | PF     | PC     | DP     |
| --- | --------- | --- | -------- | -------- | -------- | -------- | ------ | ------ | ------ |
| 1   | Sudáfrica | 7   | 3        | 2        | 0        | 1        | 60     | 28     | +32    |
| 2   | Canadá    | 7   | 3        | 2        | 0        | 1        | 50     | 27     | +23    |
| 3   | Rusia     | 5   | 3        | 1        | 0        | 2        | 39     | 77     | -38    |
| 4   | Samoa     | 5   | 3        | 1        | 0        | 2        | 38     | 55     | -17    |

|  | Avanzan a cuartos de final. |

| 2 de junio, 9:30 | Samoa | 0 - 14 | Canadá | Estadio de Twickenham, Londres |  |

| 2 de junio, 9:52 | Sudáfrica | 31 - 0 | Rusia | Estadio de Twickenham, Londres |  |

| 2 de junio, 12:36 | Samoa | 17 - 29 | Rusia | Estadio de Twickenham, Londres |  |

| 2 de junio, 12:58 | Sudáfrica | 17 - 7 | Canadá | Estadio de Twickenham, Londres |  |

| 2 de junio, 15:42 | Canadá | 29 - 10 | Rusia | Estadio de Twickenham, Londres |  |

| 2 de junio, 16:04 | Sudáfrica | 12 - 21 | Samoa | Estadio de Twickenham, Londres |  |

### Etapa eliminatoria

#### Copa de oro
|  | Cuartos de final | Cuartos de final | Cuartos de final |            |           | Semifinales | Semifinales | Semifinales |         |               | Copa de oro   | Copa de oro   | Copa de oro |  |
|  |                  |                  |                  |            |           |             |             |             |         |               |               |               |             |  |
|  |                  |                  |                  |            |           |             |             |             |         |               |               |               |             |  |
|  | Fiyi             | Fiyi             | 40               |            |           |             |             |             |         |               |               |               |             |  |
|  | Fiyi             | Fiyi             | 40               |            |           |             |             |             |         |               |               |               |             |  |
|  | Canadá           | Canadá           | 7                |            |           |             |             |             |         |               |               |               |             |  |
|  | Canadá           | Canadá           | 7                |            | Fiyi      | Fiyi        | 38          |             |         |               |               |               |             |  |
|  |                  |                  |                  |            | Fiyi      | Fiyi        | 38          |             |         |               |               |               |             |  |
|  |                  |                  | Irlanda          | Irlanda    | 12        |             |             |             |         |               |               |               |             |  |
|  | Estados Unidos   | Estados Unidos   | Irlanda          | Irlanda    | 12        | 12          |             |             |         |               |               |               |             |  |
|  | Estados Unidos   | Estados Unidos   |                  |            |           |             |             |             |         |               |               |               |             |  |
|  | Irlanda          | Irlanda          | 22               |            |           |             |             |             |         |               |               |               |             |  |
|  | Irlanda          | Irlanda          | 22               |            |           |             |             |             |         | Fiyi          | Fiyi          | 21            |             |  |
|  |                  |                  |                  |            |           |             |             |             |         | Fiyi          | Fiyi          | 21            |             |  |
|  |                  |                  | Sudáfrica        | Sudáfrica  | 17        |             |             |             |         |               |               |               |             |  |
|  | Sudáfrica        | Sudáfrica        | Sudáfrica        | Sudáfrica  | 17        | 14          |             |             |         |               |               |               |             |  |
|  | Sudáfrica        | Sudáfrica        |                  |            |           |             |             |             |         |               |               |               |             |  |
|  | Nueva Zelanda    | Nueva Zelanda    | 5                |            |           |             |             |             |         |               |               |               |             |  |
|  | Nueva Zelanda    | Nueva Zelanda    | 5                |            | Sudáfrica | Sudáfrica   | 29          |             |         | Tercer puesto | Tercer puesto | Tercer puesto |             |  |
|  |                  |                  |                  |            | Sudáfrica | Sudáfrica   | 29          |             |         | Tercer puesto | Tercer puesto | Tercer puesto |             |  |
|  |                  |                  | Inglaterra       | Inglaterra | 19        |             |             |             |         |               |               |               |             |  |
|  | Australia        | Australia        | Inglaterra       | Inglaterra | 19        | 17          |             |             | Irlanda | Irlanda       | 21            |               |             |  |
|  | Australia        | Australia        |                  |            |           |             |             |             | Irlanda | Irlanda       | 21            |               |             |  |
|  | Inglaterra       | Inglaterra       | 21               |            |           |             |             |             |         |               | Inglaterra    | Inglaterra    | 19          |  |
|  | Inglaterra       | Inglaterra       | 21               |            |           |             |             |             |         |               | Inglaterra    | Inglaterra    | 19          |  |
|  |                  |                  |                  |            |           |             |             |             |         |               |               |               |             |  |

##### Cuartos de final
| 3 de junio, 10:58 | Fiyi | 40 - 7 | Canadá | Estadio de Twickenham, Londres |  |

| 3 de junio, 11:20 | Estados Unidos | 12 - 22 | Irlanda | Estadio de Twickenham, Londres |  |

| 3 de junio, 11:42 | Sudáfrica | 14 - 5 | Nueva Zelanda | Estadio de Twickenham, Londres |  |

| 3 de junio, 12:04 | Australia | 17 - 21 | Inglaterra | Estadio de Twickenham, Londres |  |

##### Semifinales
| 3 de junio, 14:48 | Fiyi | 38 - 12 | Irlanda | Estadio de Twickenham, Londres |  |

| 3 de junio, 15:10 | Sudáfrica | 29 - 19 | Inglaterra | Estadio de Twickenham, Londres |  |

##### Tercer puesto
| 3 de junio, 17:32 | Irlanda | 21 - 19 | Inglaterra | Estadio de Twickenham, Londres |  |

##### Final
| 3 de junio, 17:57 | Fiyi | 21 - 17 | Sudáfrica | Estadio de Twickenham, Londres |  |

#### Quinto puesto
|  | Semifinales    | Semifinales    | Semifinales   |               |                | Quinto puesto  | Quinto puesto | Quinto puesto |  |
|  |                |                |               |               |                |                |               |               |  |
|  |                |                |               |               |                |                |               |               |  |
|  | Canadá         | Canadá         | 19            |               |                |                |               |               |  |
|  | Canadá         | Canadá         | 19            |               |                |                |               |               |  |
|  | Estados Unidos | Estados Unidos | 27            |               |                |                |               |               |  |
|  | Estados Unidos | Estados Unidos | 27            |               | Estados Unidos | Estados Unidos | 5             |               |  |
|  |                |                |               |               | Estados Unidos | Estados Unidos | 5             |               |  |
|  |                |                | Nueva Zelanda | Nueva Zelanda | 26             |                |               |               |  |
|  | Nueva Zelanda  | Nueva Zelanda  | Nueva Zelanda | Nueva Zelanda | 26             | 38             |               |               |  |
|  | Nueva Zelanda  | Nueva Zelanda  |               |               |                | 38             |               |               |  |
|  | Australia      | Australia      | 7             |               |                |                |               |               |  |
|  | Australia      | Australia      | 7             |               |                |                |               |               |  |
|  |                |                |               |               |                |                |               |               |  |

#### Challenge trophy
|  | Eliminatoria | Eliminatoria | Eliminatoria |       |           | Semifinales | Semifinales | Semifinales |  |       | Challenge trophy | Challenge trophy | Challenge trophy |  |
|  |              |              |              |       |           |             |             |             |  |       |                  |                  |                  |  |
|  |              |              |              |       |           |             |             |             |  |       |                  |                  |                  |  |
|  | Argentina    | Argentina    | 19           |       |           |             |             |             |  |       |                  |                  |                  |  |
|  | Argentina    | Argentina    | 19           |       |           |             |             |             |  |       |                  |                  |                  |  |
|  | Samoa        | Samoa        | 14           |       |           |             |             |             |  |       |                  |                  |                  |  |
|  | Samoa        | Samoa        | 14           |       | Argentina | Argentina   | 10          |             |  |       |                  |                  |                  |  |
|  |              |              |              |       | Argentina | Argentina   | 10          |             |  |       |                  |                  |                  |  |
|  |              |              | Kenia        | Kenia | 42        |             |             |             |  |       |                  |                  |                  |  |
|  | Kenia        | Kenia        | Kenia        | Kenia | 42        | 38          |             |             |  |       |                  |                  |                  |  |
|  | Kenia        | Kenia        |              |       |           |             |             |             |  |       |                  |                  |                  |  |
|  | España       | España       | 0            |       |           |             |             |             |  |       |                  |                  |                  |  |
|  | España       | España       | 0            |       |           |             |             |             |  | Kenia | Kenia            | 33               |                  |  |
|  |              |              |              |       |           |             |             |             |  | Kenia | Kenia            | 33               |                  |  |
|  |              |              | Gales        | Gales | 19        |             |             |             |  |       |                  |                  |                  |  |
|  | Rusia        | Rusia        | Gales        | Gales | 19        | 15          |             |             |  |       |                  |                  |                  |  |
|  | Rusia        | Rusia        |              |       |           |             |             |             |  |       |                  |                  |                  |  |
|  | Escocia      | Escocia      | 10           |       |           |             |             |             |  |       |                  |                  |                  |  |
|  | Escocia      | Escocia      | 10           |       | Rusia     | Rusia       | 12          |             |  |       |                  |                  |                  |  |
|  |              |              |              |       | Rusia     | Rusia       | 12          |             |  |       |                  |                  |                  |  |
|  |              |              | Gales        | Gales | 27        |             |             |             |  |       |                  |                  |                  |  |
|  | Gales        | Gales        | Gales        | Gales | 27        | 33          |             |             |  |       |                  |                  |                  |  |
|  | Gales        | Gales        |              |       |           |             |             |             |  |       |                  |                  |                  |  |
|  | Francia      | Francia      | 29           |       |           |             |             |             |  |       |                  |                  |                  |  |
|  | Francia      | Francia      | 29           |       |           |             |             |             |  |       |                  |                  |                  |  |
|  |              |              |              |       |           |             |             |             |  |       |                  |                  |                  |  |

#### Decimotercer puesto
|  | Semifinales | Semifinales | Semifinales |         |       | Decimotercer puesto | Decimotercer puesto | Decimotercer puesto |  |
|  |             |             |             |         |       |                     |                     |                     |  |
|  |             |             |             |         |       |                     |                     |                     |  |
|  | Samoa       | Samoa       | 26          |         |       |                     |                     |                     |  |
|  | Samoa       | Samoa       | 26          |         |       |                     |                     |                     |  |
|  | España      | España      | 10          |         |       |                     |                     |                     |  |
|  | España      | España      | 10          |         | Samoa | Samoa               | 34                  |                     |  |
|  |             |             |             |         | Samoa | Samoa               | 34                  |                     |  |
|  |             |             | Escocia     | Escocia | 10    |                     |                     |                     |  |
|  | Escocia     | Escocia     | Escocia     | Escocia | 10    | 43                  |                     |                     |  |
|  | Escocia     | Escocia     |             |         |       | 43                  |                     |                     |  |
|  | Francia     | Francia     | 21          |         |       |                     |                     |                     |  |
|  | Francia     | Francia     | 21          |         |       |                     |                     |                     |  |
|  |             |             |             |         |       |                     |                     |                     |  |

## Posiciones finales
| Pos               | Equipo         |
| ----------------- | -------------- |
| Medalla de oro    | Fiyi           |
| Medalla de plata  | Sudáfrica      |
| Medalla de bronce | Irlanda        |
| 4                 | Inglaterra     |
| 5                 | Nueva Zelanda  |
| 6                 | Estados Unidos |
| 7                 | Australia      |
| 7                 | Canadá         |
| 9                 | Kenia          |
| 10                | Gales          |
| 11                | Argentina      |
| 11                | Rusia          |
| 13                | Samoa          |
| 14                | Escocia        |
| 15                | Francia        |
| 15                | España         |